# Золоторожская набережная
Золоторо́жская на́бережная — набережная, протянувшаяся по левому берегу реки Яузы в Лефортовском районе города Москвы. Расположена между Красноказарменной и Андроньевской набережными. Проложена в 1914 году.

## История
По легенде, в 1354 году Московский митрополит Алексий отправился в паломничество в Константинополь и попал в страшную бурю. Когда его судно вошло из Босфора в залив Золотой Рог, волны прекратились. В память об этом митрополит назвал приток Яузы Золотым Рожком. Приток впадал в реку около Спасо-Андроникова монастыря, основателем которого был Алексий. Благодаря этому ручейку в 1914 году набережная получила своё наименование.

## Здания
Список домов и строений: 1 с1, 1 с2, 1 с3, 36А с1, 36А с2, 36А с4, 36А с5, 36А с6.

### Культурные объекты
Таможенный мост над Яузой, который соединяет Золоторожскую и Сыромятническую набережные, был построен в 1939 году по проекту инженера В. А. Пащенко и архитекторов Ю. С. Гребенщикова и К. Т. Топуридзе. А название получил по Таможенному проезду, некогда доходившему до моста по направлению к бывшей Складочной таможне.
На расстоянии менее чем километра от моста находится детский парк имени Первого мая площадью 5,5 гектаров. Парк располагается между Золоторожской набережной и Самокатной улицей. Он был создан в конце 1940-х годов на месте бывшей городской усадьбы и к началу 2000-х годов находился в запущенном состоянии. После очистки, культивирования и озеленительных работ в 2000-е годах, в парке действовала детская школа тенниса. На данный момент, здесь находятся теннисные корты, детские площадки и боулинг.

## Расположение
Набережная проходит по левому берегу реки Яуза между Красноказарменной и Андроньевской набережными в районе Лефортово Юго-Восточного округа Москвы. Соединена Таможенным мостом с Сыромятнической набережной. С одного конца перпендикулярно к набережной расположена Золоторожская улица, а с другого — перпендикулярно Самокатной улице.

## Транспорт
На Золоторожской набережной транспорт не останавливается.
Ближайшие посадочные маршруты наземного транспорта:
- Автобусы: 40 (Музей им. Андрея Рублёва, Андроньевская площадь), H4 (Андроньевская площадь), 125 (Красноказарменная площадь, Самокатная, Волочаевская, д. 12, Трамвайно-ремонтный завод, ДК «Серп и Молот», Музей им. Андрея Рублёва, Андроньевская площадь), 425 (Красноказарменная площадь, Самокатная, Волочаевская, д. 12, Трамвайно-ремонтный завод, Таможенный проезд, платформа «Серп и Молот»), 730 (Красноказарменная площадь, Самокатная, Волочаевская, д. 12, Трамвайно-ремонтный завод, ДК «Серп и Молот», Музей им. Андрея Рублёва, Андроньевская площадь), 567 (Андроньевская площадь), т53 (Андроньевская площадь).
- Трамваи: 20 (Музей им. Андрея Рублёва), 43 (Красноказарменная площадь, Самокатная, Волочаевская, д. 12, Трамвайно-ремонтный завод, ДК «Серп и Молот», Музей им. Андрея Рублёва), 45 (Красноказарменная площадь, Самокатная, Волочаевская, д. 12, Трамвайно-ремонтный завод, ДК «Серп и Молот», Музей им. Андрея Рублёва), 24 (4-й Сыромятнический проезд).